# Michel Louis Coloni
Michel Louis Coloni (* 25. August 1927 in Paris; † 6. Juli 2016 in Tivernon) war ein französischer Geistlicher und römisch-katholischer Erzbischof von Dijon.

## Leben
Der Bischof von Saint-Dié, Emile-Arsène Blanchet, weihte ihn am 17. April 1954 zum Priester des Erzbistums Paris.
Papst Johannes Paul II. ernannte ihn am 11. Mai 1982 zum Weihbischof in Paris und Titularbischof von Oëa. Der Erzbischof von Paris, Jean-Marie Lustiger, spendete ihm am 8. Oktober desselben Jahres die Bischofsweihe; Mitkonsekratoren waren Louis-Paul-Armand Simonneaux, Bischof von Versailles, und Daniel-Joseph-Louis-Marie Pézeril, Weihbischof in Paris.
Am 30. Januar 1989 wurde er zum Bischof von Dijon ernannt. Mit der Erhebung zum Erzbistum am 16. Dezember 2002 wurde er zum Erzbischof von Dijon ernannt. Am 13. Februar 2004 nahm Papst Johannes Paul II. sein altersbedingtes Rücktrittsgesuch an.